# Хосроидска династија
Хосроидовска династија или краће Хосроиди је била династија краљева, а касније и принчева ране грузијске државе Иберије, изворно познате као Картли од 4. до 9. века. Породица је прихватила хришћанство као званичну религију око 337. године и маневрисајући између Византијског царства и сасанидског Ирана задржавала одређени степен независности. Након укидања Иберијског краљевства од стране Сасанида око 580. године, династија је преживела у виду своје две блиско повезане, а некад и конкурентне кнежевске гране - старије Хосроиди и млађе Гуарамиди, све до почетка 9. века, када су се грузијски багратиди успели на иберијски престо.
Према грузијским хроникама, први краљ из ове династије био је Миријан III (Мирхан) који је владао од 284-361 године. На престо је дошао посредством брака са иберијском принцезом Абешуром, ћерком последњег грузијског краља из аршакидске династије, Аспагура I. Запосео је престо свога оца, којег грузијске хронике називају "хосројем", великим краљем Ирана. У то време Сасаниди су владали Персијом, и сматра се да је иберијска династија могла да буде повезана са Сасанидима. Међутим, тачно сродство између ове две династије остаје нејасно. Назив "Хосрој" није коришћен од стране Сасанида првобитно време, стога или грузијске хронике греше у свези имена Миријамовог оца, или је "хосрој" уопштени термин који означава краља.
Још једна средњовековна грузијска хроника, Конверзија Картли, је у супротности са "Животом краљева" из Грузијских хроника, која идентификује Миријана као сина краља Лева, наследника краља Аспагура I, није потврђена ни на једном другом месту. Према неким угледним историчарима, Хосроиди су огранак михранидске кнежевске породице, једне од седам великих Домова Ирана, које су у даљњим односима са Сасанидима, и чије две друге гране су заселе на престо Гугарка и Гардмана, две какваске кнежевине, где бејаху измешане три нације: Јермени, Албанци и Грузини.
Грузијски исотричан Гиорги Меликишвили, међутим сумња и иранско порекло Хосроида и сматра их локалном династијом, која је измислила страно порекло, што није било неуобичајено у феудалним генеалогијама. У сваком случају, грузијска традиција можда је претерала у Миријановом родословљу, по којем је он син Великог краља Ирана.